# Маркус Ворд Ліон
Маркус Ворд Ліон (англ. Marcus Ward Lyon, Jr., нар.5 лютого 1875; Рок-Айленд, Іллінойс — пом. 19 травня1942 Саут-Бенд, Індіана) — американський зоолог.

## Життєпис
У 1839 році закінчив Рок-Айлендську (штат Іллінойс) середню школу. У 1897 році здобув ступінь в Університеті Брауна. Один рік пропрацював бактеріологом в Медичному коледжі Північної Кароліни. У 1898 році переїхав до Вашингтону, округ Колумбія, де працював помічником і асистентом куратора Відділу ссавців Національного музею природної історії США. У 1899 вирушив до Венесуели збирати ссавців для музею. Маркус вступив в Університет Джорджа Вашингтона й здобув ступінь магістра в 1900 році, ступінь доктора медицини в 1902 році, і докторський ступінь у 1913 році. У цей період він також був викладачем фізіології та бактеріології в Медичній школі Університету Говарда. У 1902 році одружився. З 1915 по 1918 р. він викладав у медичній школі Університету Джорджа Вашингтона питання бактеріології, патології, ветеринарної зоології та паразитології. У 1919 році він і його дружина були найняті в клініку Саут-Бенд, де вони працювали протягом багатьох років.
Маркус написав понад 160 статей, приділяючи особливу увагу теріології та патології. Був активним членом наукових організацій. Зокрема був президентом Академії наук Індіани та Американського товариства теріологів.